# 圣日耳曼勒罗舍
圣日耳曼勒罗舍（法語：Saint-Germain-le-Rocheux，法語發音：[sɛ̃ ʒɛʁmɛ̃ lə ʁɔʃø]）是法国科多尔省的一个市镇，属于蒙巴尔区。

## 地理
圣日耳曼勒罗舍（47°45'2"N, 4°40'9"E）面积7.66 平方千米，位于法国勃艮第-弗朗什-孔泰大區科多尔省，该省份为法国中东部省份，北起奥布省，西接涅夫勒省和约讷省，南至索恩-卢瓦尔省，东南接汝拉省，东临上索恩省，东北部与上马恩省接壤。
与圣日耳曼勒罗舍接壤的市镇（或旧市镇、城区）包括：塞纳河畔诺、比索、布雷翁河畔罗什福尔、维利耶勒迪克。

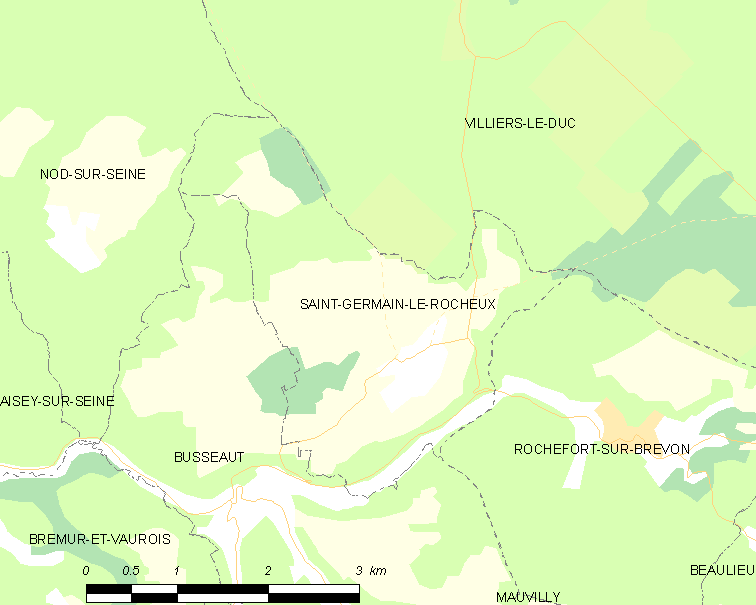
圣日耳曼勒罗舍的OSM定位图

圣日耳曼勒罗舍的时区为UTC+01:00、UTC+02:00（夏令时）。

## 行政
圣日耳曼勒罗舍的邮政编码为21510，INSEE市镇编码为21549。

## 政治
圣日耳曼勒罗舍所属的省级选区为塞纳河畔沙蒂永县。

## 人口

1962-2008年间圣日耳曼勒罗舍人口变化图示

圣日耳曼勒罗舍于2022年1月1日时的人口数量为83人。